# Mistrzostwa Świata w biegu 48-godzinnym 2023
Mistrzostwa Świata w biegu 48-godzinnym 2023 – zawody lekkoatletyczne, które odbyły się w dniach 11–13 sierpnia 2023 w Gloucester, w Wielkiej Brytanii.

## Medaliści
|                         | 1. miejsce                                    | Rezultat   | 2. miejsce                                                  | Rezultat   | 3. miejsce                                             | Rezultat   |
| Mężczyźni indywidualnie | Szabolcs Beda                                 | 390,838 km | Łukasz Sagan                                                | 376,911 km | Daniel Alan Lawson                                     | 370,592 km |
| Mężczyźni drużynowo     | Węgry 1. Szabolcs Beda · 2. Szilárd Fodor     | 666,800 km | Wielka Brytania 1. Daniel Alan Lawson · 2. Richard Quennell | 661,200 km | Szwajcaria 1. Dominik Kelsang Erne · 2. Matteo Tenchio | 592,800 km |
| Kobiety indywidualnie   | Viktoria Brown                                | 349,648 km | Mara Alexandra Guler-Cionca                                 | 326,314 km | Marianne Mäkinen                                       | 320,877 km |
| Kobiety drużynowo       | Węgry 1. Viktoria Brown · 2. Krisztina Drabik | 615,600 km | Finlandia 1. Marianne Mäkinen · 2. Paula Wright             | 612,400 km | Niemcy 1. Simone Durry · 2. Edda Baver                 | 525,600 km |